# Mokhtar El-Tetch
« Mahmoud Mokhtar » redirige ici. Pour les autres significations, voir Mahmoud Mokhtar (sculpteur).
Mahmoud Mokhtar Refai (en arabe : محمود مختار رفاعي), plus connu sous le nom de Mokhtar El Tetch (en arabe : مختار التتش) (né le 12 octobre 1905 au Caire en Égypte, et mort le 10 octobre 1959 dans la même ville) est un footballeur international égyptien, qui évoluait au poste d'attaquant.
Il est considéré comme l'un des meilleurs footballeurs égyptiens du XXe siècle.

## Biographie

### Carrière en club
Il évolue durant toute sa carrière pour le club cairote d'Al Ahly. Il rentre au club chez les jeunes d'Al Ahly en 1922. 
Il rejoint l'équipe première la même année et remporte le Coupe du Sultan Hussein en 1923 en marquant le but lors de la victoire 1 à 0. On le surnomme El-Tetch à cause de sa petite stature et de sa grande détente.

### Carrière en sélection
Avec l'équipe d'Égypte, il participe aux jeux olympiques de 1924, 1928 et 1936, et à la coupe du monde 1934.

### Après-carrière
Il assure par la suite le poste de secrétaire général du Comité olympique égyptien entre 1956 et 1959. 
Il meurt d'un arrêt cardiaque le 10 octobre 1959, deux jours avant ses 54 ans. Le club d'Al Ahly dispose d'un stade à son nom, le Stade Mokhtar El-Tetsh.